# Jukka Ikäläinen
Jukka Ikäläinen (Söderhamn, 14 maggio 1957) è un ex calciatore finlandese, di ruolo centrocampista, capitano della Nazionale finlandese nel 1982, nel 1983 e tra il 1986 e il 1987.

## Carriera

### Club
Divide la sua carriera tra Finlandia e Svezia, giocando nella prima, seconda e terza divisione svedese e nella seconda, terza e quarta categoria del calcio finlandese.

### Nazionale
Esordisce con la Finlandia il 30 novembre 1980, contro la Bolivia (3-0). Il 3 giugno 1982, scende in campo per la prima volta con la fascia di capitano della Finlandia, nella sfida contro la Nazionale inglese persa 4-1. È convocato assiduamente tra il 1980 e il 1989, totalizzando 59 presenze e 4 gol e rivestendo il ruolo di capitano in 13 occasioni.